# Lau Nau
Lau Nau o Laura Naukkarinen, nacida en 1980, es cantante y compositora de Helsinki, Finlandia. Ella es también un miembro de las bandas Kiila, Päivänsäde, Anaksimandros, Avarus (Avarus), Maailma (Maailma), y el trío Hertta Lussu Ässä formado por Islaja y Kuupuu.

## Discografía
- Kuutarha  (Locust, 2005)
- Nukkuu  (Locust, 2008)
- Valohiukkanen , ( Fonal, 2012)
- Dobladillo. Någonstans  (Fonal, 2015)[1]